# Paul Kominek
Pour les articles homonymes, voir Kominek.
Paul Kominek, né en 1978 à Gliwice, aussi connu sous les noms de Turner et Pawel, est un DJ allemand de musique électronique.

## Biographie
Paul Kominek est né en 1978 en Pologne, et a grandi à Francfort. Depuis le début des années 1990, il s'intéresse à la musique électronique comme la Chicago house et la techno de Détroit. Il cite comme influences importantes les labels allemands Playhouse et Klang Elektronik ainsi que les premières publications des labels britanniques IDM Warp Records et Rephlex Records.
Après avoir terminé ses études, Kominek déménage à Hambourg, où il a vécu en colocation avec le bassiste de Tocotronic, Jan Müller. Son premier single sous le pseudonyme de Turner sort en 1998 sur le label hambourgeois Ladomat 2000. La même année, son premier album Lukin Orgel, qui contenait principalement des morceaux pop house, est également publié sur Ladomat 2000.
En 2000, il sort son deuxième album Disappearing Brother, sur lequel Kominek expérimente pour la première fois le chant. Le single Been Out, extrait de l'album, devient un petit succès electropop. Alors que Kominek publie désormais ses morceaux adaptés aux clubs sous le pseudonyme de Pawel, les morceaux plus calmes appartenant plutôt au genre indietronic, souvent avec chant et instrumentation classique, continuent de paraître sous le pseudonyme de Turner.
Toujours en 2000, Kominek fonde avec les musiciens David Lieske (Carsten Jost) et Peter M. Kersten (Lawrence) le label Dial Records, sur lequel ont notamment publié, outre les trois fondateurs, Pantha du Prince, Efdemin, Phantom/Ghost et Isolée. En 2002 sort le troisième album de Turner, A Pack of Lies (Ladomat 2000), que Turner a présenté en première partie de Tocotronic lors de leur tournée pour l'album Tocotronic.
Après une longue pause, le quatrième album Slow Abuse sort en 2005. Sonpremier album en tant que Pawel sort en 2010 sur Dial. Entre-temps, Kominek se consacre à la comédie et endosse le rôle de Paul dans le film Chi l'ha visto - Wo bist du, de Claudia Rorarius, sorti en 2009,.
En 2009 également, il fonde avec le musicien Dial John Roberts le magazine The Travel Almanac, qui traite des voyages du point de vue des artistes, musiciens, écrivains et cinéastes ayant beaucoup voyagé. Le magazine reçoit en 2017 le German Design Award pour le meilleur design éditorial.
Outre ses propres publications, Kominek est également actif en tant que remixeur et a fourni entre autres des réarrangements pour Yoshinori Sunahara (Journey Beyond the Stars, 1998), Tocotronic (Das Geschenk, 1999), Quarks (Königin, 2000), Golden Boy with Miss Kittin (Rippin Kittin, 2001), Ellen Allien (Stadtkind, 2001) ou Martin L. Gore (Das Lied vom einsamen Mädchen, 2001).

## Discographie

### Albums studio
- 1998 : Turner – Lukin Orgel (Ladomat 2000)
- 2000 : Turner – Disappearing Brother (Ladomat 2000)
- 2002 : Turner – A Pack Of Lies (Ladomat 2000)
- 2005 : Turner – Slow Abuse (Ladomat 2000)
- 2010 : Pawel – Pawel (Dial)

### Singles et EP
- 1997 : Keni Mok – Biocenter EP (Poets Club Records)
- 1998 : Turner – Imschwung (Ladomat 2000)
- 1999 : Turner – Multiorgel and Porze (Ladomat 2000)
- 2000 : Turner – Been Out (Ladomat 2000)
- 2000 : Turner – Head In The Sky (Ladomat 2000)
- 2001 : Pawel – Into Pieces (Dial)
- 2002 : Turner – My Aeroplane Mania (Ladomat 2000)
- 2004 : Turner – After Work (Ladomat 2000)
- 2004 : Drama Society feat. Turner – Crying Hero (Turbo)
- 2004 : Alexander Kowalski with Turner – Lock Me Up (Voidcom)
- 2004 : Pawel – Grab It EP (Dial)
- 2005 : Turner – When Will We Leave (Ladomat 2000)
- 2006 : Pawel – Ceramics (Dial)
- 2007 : Pawel – Jujuy and Salta (Orphanear)
- 2008 : Turner – She Was Sent Remixes (Orphanear)
- 2009 : Pawel – Lines and Curves EP (Ransom Note US)
- 2009 : Pawel – Berkeley (Dial)
- 2010 : Pawel – The Remixes (Dial)